# مرغزار آمیخته

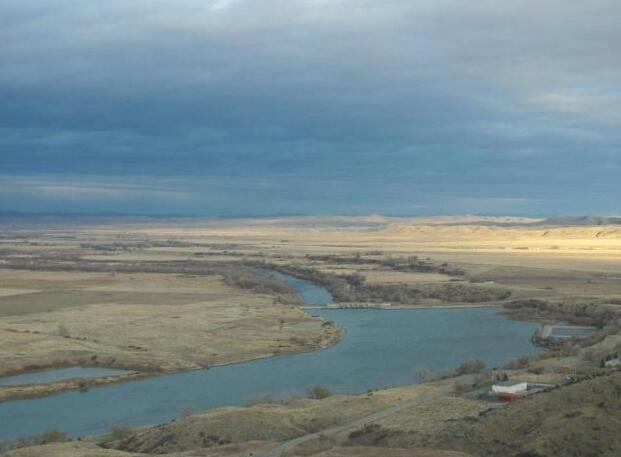
مرغزار آمیخته در پیرامون پس‌خلیجی (Afterbay) نزدیک فورت اسمیت، مونتانا

مرغزار آمیخته در رابطه با دشت‌های بزرگ

مرغزار آمیخته یا مرغزار مخلوط (به انگلیسی: Mixed grass prairie) یک اکوتون است که بین مرغزارهای بلند و مرغزارهای کوتاه قرار دارد. مرغزار آمیخته از نظر تنوع گیاهی غنی‌تر از مرغزار بلند یا کوتاه است. مرغزار آمیخته در بخش دشت‌های مرکزی دشت‌های بزرگ رخ می‌دهد، و عرض آن از مرکز تگزاس در ایالات متحده تا جنوب شرقی منیتوبا، آلبرتا و ساسکاچوان در علفزارهای آمیخته شمالی کانادا متفاوت است.